# Julie Hilling
Julie Ann Hilling (ur. 29 kwietnia 1955 w Oksfordzie) – brytyjska polityczka Partii Pracy, deputowana Izby Gmin.

## Działalność polityczna
W okresie od 6 maja 2010 do 30 marca 2015 reprezentowała okręg wyborczy Bolton West w brytyjskiej Izbie Gmin.